# Præstegård
 Denne artikel omhandler overvejende eller alene danske forhold. Hjælp gerne med at gøre artiklen mere almen.
En præstegård er i Den danske Folkekirke tjenestebolig for præsten i et givent pastorat. Præsten har bopælspligt og betaler leje og varme til menighedsrådet. Menighedsrådet og provsten har visitationspligt, ofte en gang om året.
I en dansk film fra 1934 (Nøddebo Præstegård) udspiller handlingen sig om en præstegård i det fiktive sogn Nøddebo.
I 2006 var der en debat i landets aviser om præstens pligt til at bo i en bestemt tjenestebolig. Sagen udsprang af en påstand om, at præsternes husleje ikke var steget i takt med den generelle prisstigning, og at de betalte for lidt i husleje. Flere præster meldte, at de ikke burde betale husleje, da der er bopælspligt i præstegården. Flere præster meldte derefter ud, at de gerne ville finde et andet sted at bo.